# Takeshi Motoyoshi
Takeshi Motoyoshi (jap. 本吉 剛 Motoyoshi Takeshi; ur. 26 lipca 1967) – japoński piłkarz.

## Kariera klubowa
Od 1990 do 1998 roku występował w klubach Fujita Industries, Urawa Red Diamonds, Otsuka Pharmaceutical i Tokyo Gas.

## Kariera reprezentacyjna
W 1988 roku został powołany do kadry na Puchar Azji.